# ساروف

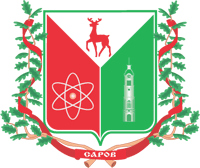
نشان شهر ساروف.

ساروف (به روسی: Саро́в) یکی از شهرهای روسیه است. این شهر از مراکز تسلیحات هسته‌ای روسیه است.
بزرگ‌ترین و "مقدس‌ترین" صومعه روسیه یعنی دیویوو نیز در شهر ساروف قرار دارد.
شهر ساروف در استان نیژنی نووگورود و جمعیت آن طبق سرشماری سال ۲۰۰۲ برابر با ۸۷۶۵۲ نفر بوده‌است.
شهر ساروف تا سال ۱۹۹۵ کِرِمْلیف (Кремлёв) نام داشت. پیش از آن یعنی از ۱۹۴۶ تا ۱۹۹۱ این شهر با نام آرزاماس-۱۶ (Арзама́с-16) یک شهر بسته در اتحاد شوروی به‌شمار می‌آمد و خارجیان حق ورود به آن را نداشتند.
تاریخ شهر ساروف در سده‌های ۱۲ و ۱۳ میلادی آغاز شد. در آن زمان سکونتگاه بزرگی از مردم موردووی، یکی از اقوام فنلاندی‌تبار حوضهٔ ولگا، در این محل قرار داشت.
این سکونتگاه در سال ۱۲۸۹ به تصرف تاتارها در آمد.